# رسته اجتماعی

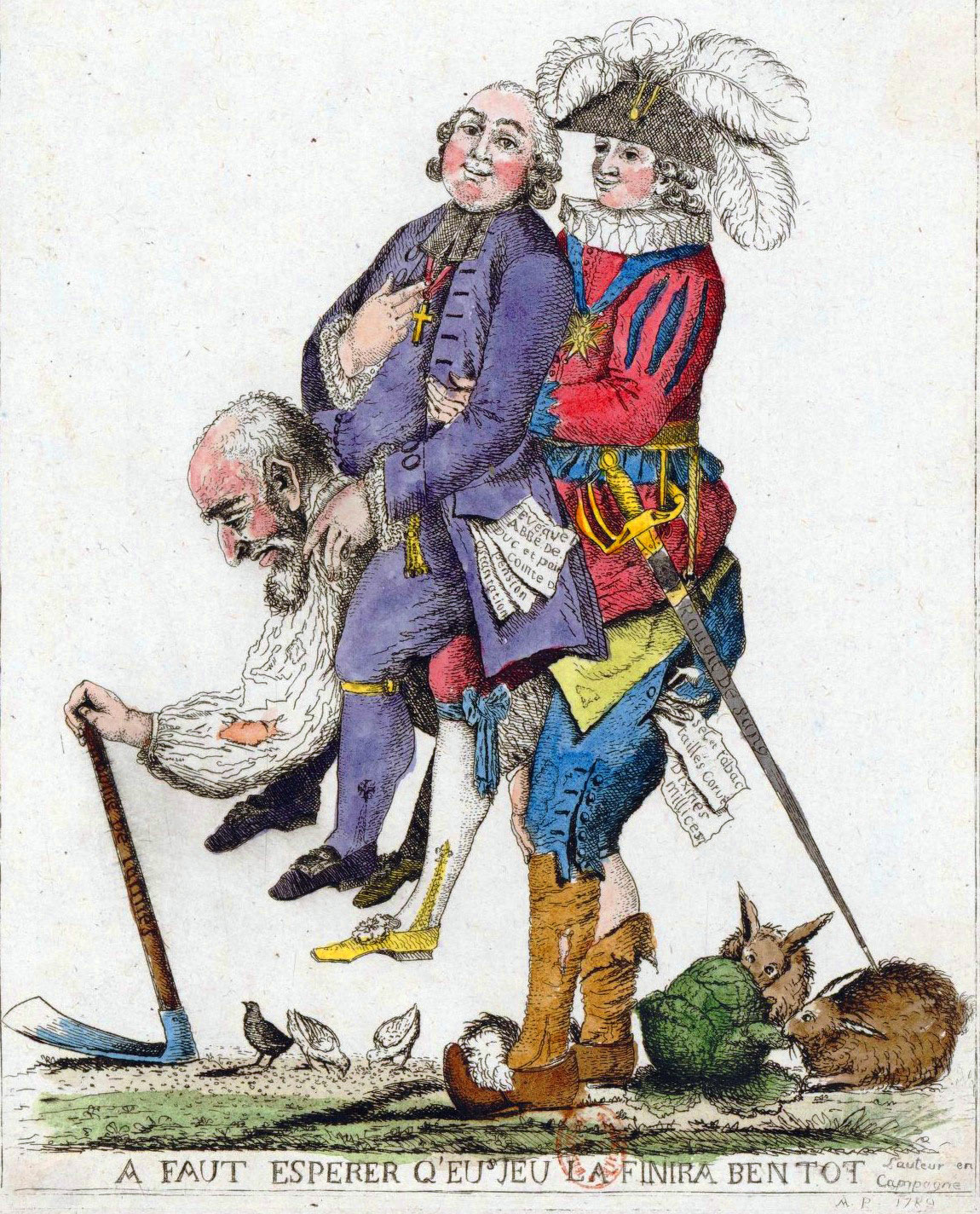
طبقه فقیر جامعه، اشراف را بر دوش می‌کشد.

رَسته‌های اِجتِماعی جزو نظام فئودالی اروپا بودند، اما در بسیاری از تمدن‌های قدیمی دیگر نیز وجود داشتند. رسته‌های فئودالی شامل اقشاری با تعهدات و حقوق متفاوت بودند، که بعضی از این تفاوت‌ها به وسیله قانون برقرار گردیده بود. در اروپا، بالاترین رسته از اشراف و نجبای طبقه بالا تشکیل می‌شد. روحانیون رسته دیگری را تشکیل می‌دادند، که منزلت پایین‌تری داشتند، اما دارای امتیازات مشخص بودند. عوام، سرف‌ها، دهقانان آزاد، بازرگانان و صنعتگران در رسته سوم قرار می‌گرفتند. ازدواج میان‌گروهی و تحرک فردی بین رسته‌ها تحمل می‌شد.
عوام ممکن بود لقب و عناوین مختلفی به دست بیاورند یا حتی شوالیه شوند.
نظام رسته‌بندی هنوز در بریتانیا وجود دارد و القاب سلطنتی در آن کشور هنوز به رسمیت شناخته می‌شوند.
درانگلستان، رهبران اقتصادی، مقامات اداری و کارگزاران می‌توانند القاب اشرافی دریافت کنند.
رسته‌ها در گذشته هر جا که اشرافیت قدیمی وجود داشت، توسعه یافته‌اند. در نظام‌های فئودالی، مانند اروپای سده‌های میانه، رسته‌ها پیوند نزدیکی با اجتماع محلی اربابی داشتند. آن‌ها بیش‌تر یک نظام قشربندی محلی را تشکیل می‌دادند. در امپراتوری‌های قدیمی مانند چین، ایران، یونان و ژاپن؛ رسته‌ها بیش‌تر بر اساس ملی سازمان یافته بودند. گاهی اختلافات میان رسته‌ها در پادشاهی‌های قدیم با اعتقادات مذهبی توجیه می‌شد.